# Pozo de Guadalajara
Pour les articles homonymes, voir Guadalajara.
Pozo de Guadalajara est une commune d'Espagne de la province de Guadalajara dans la communauté autonome de Castille-La Manche.